# NGC 781
NGC 781 (również PGC 7577 lub UGC 1482) – galaktyka spiralna (Sb), znajdująca się w gwiazdozbiorze Barana. Odkrył ją William Herschel 16 października 1784 roku.